# Oroszlány
Oroszlány è una città di 20 034 abitanti situata nella contea di Komárom-Esztergom, nell'Ungheria settentrionale.